# Friedrich von Weichs
Friedrich von Weichs (12. srpna 1832 Mnichov – 5. prosince 1873 Linec) byl rakouský šlechtic a politik z Horních Rakous, v 2. polovině 19. století poslanec Říšské rady.

## Biografie
Jeho otcem byl Clemens von Weichs. Friedrich byl rytmistrem v armádě.
V únoru 1867 byl zvolen na Hornorakouský zemský sněm za velkostatkářskou kurii. Zemský sněm ho zvolil i do Říšské rady. Do vídeňského parlamentu se vrátil ještě v prvních přímých volbách roku 1873, kdy uspěl za městskou kurii, obvod Ried, Braunau, Mattighofen, Schärding atd. Poslancem ovšem byl jen krátce do své smrti v prosinci 1873. Politicky náležel k německým liberálům (centralistická a provídeňská tzv. Ústavní strana) a byl jejich předákem v Horních Rakousích.
Zemřel náhle v prosinci 1873 na mrtvici. Za svého života se profiloval antiklerikálně. Linecký biskup se podle zpráv tisku zdráhal poskytnout zesnulému církevní pohřeb. Biskup Franz Joseph Rudigier pak ale tyto informace popřel s tím, že o církevní zaopatření pohřbu nebylo požádáno.